# Johannes von Kries
Johannes Adolf von Kries (* 6. Oktober 1853 in Roggenhausen, Westpreußen; † 30. Dezember 1928 in Freiburg im Breisgau) war ein deutscher Physiologe.

## Biografie
Von Kries studierte Medizin in Halle, Leipzig und Zürich. Er wurde 1876 in Leipzig promoviert und habilitierte sich 1878 in Physiologie. Er wurde 1880 in Freiburg zum außerordentlichen Professor und 1883 zum Ordentlichen Professor für Physiologie ernannt. Ebenfalls 1883 wurde er Direktor des physiologischen Instituts. Er setzte sich 1924 zur Ruhe.
Er war zusammen mit Hermann Ebbinghaus Mitgründer der Zeitschrift für Psychologie, arbeitete unter Hermann von Helmholtz und vereinigte dessen Dreifarbentheorie mit der Gegenfarbtheorie von Ewald Hering zur Kries-Zonentheorie, die umfassend die Phänomene der Farbwahrnehmung beim Menschen beschreibt. 1888 begründete er die Kausalitätslehre von der Adäquanz.
Kries wurde u. a. mit dem Orden Pour le mérite für Wissenschaft und Künste ausgezeichnet. 1882 wurde Kries zum Mitglied der Leopoldina berufen. 1909 wurde er außerordentliches Mitglied der Heidelberger Akademie der Wissenschaften. Seit 1917 war er Mitglied der Göttinger Akademie der Wissenschaften und seit 1923 korrespondierendes Mitglied der Preußischen Akademie der Wissenschaften.
Er war außerdem Ehrenbürger der Technischen Hochschule Karlsruhe.

## Werke
- Ueber die Bestimmung des Mitteldruckes durch das Quecksilbermanometer. Arch Anat Physiol (Physiol Abt) (1878) 419.
- Über den Begriff der objektiven Möglichkeit und einige Anwendungen desselben. Vierteljahresschrift für wissenschaftliche Philosophie 12 (1888), 179, 287 ff.
- Logik. Grundzüge einer kritischen und formalen Urteilslehre. Tübingen, 1916.
- Über Entstehung und Ordnung der menschlichen Bewegungen. Freiburg im Breisgau 1918.
- Allgemeine Sinnesphysiologie. Leipzig 1923.